# Margaret Crocker
Pour les articles homonymes, voir Crocker.
Margaret Eleanor Rhodes Crocker, née le 25 février 1822 à Akron (Ohio) et morte le 1er décembre 1901 à New York, est une philanthrope américaine. 

## Biographie
Veuve du milliardaire californien Edwin Bryant Crocker (1818-1875), qu'elle épouse le 8 juillet 1852, elle fonde en 1885 à Sacramento le Musée d'art qui regroupe les collections du couple. 
À sa mort en 1901, elle lègue sa fortune à des œuvres humanitaires. 
Jules Verne la mentionne au chapitre IV de son roman Sans dessus dessous.